# Alvorada (Rio Grande do Sul)
Alvorada is een gemeente in de Braziliaanse deelstaat Rio Grande do Sul. De gemeente telt 208.177 inwoners (schatting 2017).
Oorspronkelijk was Alvorada deel van gemeente Viamão.

## Aangrenzende gemeenten
De gemeente grenst aan Cachoeirinha, Gravataí, Porto Alegre en Viamão.

## Geboren
- Jean Pyerre (1998), voetballer
- Mateus Cardoso Lemos Martins, "Tetê" (2000), voetballer